# سة غنبد
سة غنبد (بالفارسية: سه‌گنبد) هو ضريح وبرج تاريخي يعود إلى عصر 580 هجري، ويقع في أرومية.